# Ftalanhydrid
Ftalanhydrid je organická sloučenina, anhydrid kyseliny ftalové. Je to bezbarvá pevná látka, důležitá průmyslová chemikálie, používaná především ve velkotonážní chemii – například při produkci plastifikátorů (změkčovadel).

## Příprava a výroba
Ftalanhydrid byl poprvé popsán roku 1836 francouzským chemikem Auguste Laurentem. V současnosti je získáván katalytickou oxidací ortho-xylenu a naftalenu (Gibbsův ftalanhydridový proces):
C6H4(CH3)2 + 3 O2 → C6H4(CO)2O + 3 H2O
C10H8 + 4,5 O2 → C6H4(CO)2O + 2 H2O + 2 CO2
Po reakci se oddělují vedlejší produkty jako o-xylen a maleinanhydrid.

## Použití
Ftalanhydrid je v organické chemii univerzálním meziproduktem. Jednak proto že je vícefunkční, jednak pro to že je snadno dostupný. Podléhá hydrolýzám a alkoholýzám. Hydrolýzou v horké vodě vytváří o-ftalovou kyselinu. Tento proces je vratný - zahřátím na 180 °C vzniká zpět ftalanhydrid. Kyselina ftalová se snadno dehydratuje na ftalanhydrid díky tomu že se vytvoří termodynamicky výhodnější pětičlenný kruh.

### Barviva
Ftalanhydrid je průmyslově využíván při výrobě barviv. Používá se při výrobě antrachinonového barviva Quinizarine Green SS (1,4-bis(p-tolylamino)anthrachinon) reakcí s p-chlorfenolem a následnou hydrolýzou chloridu.